# 杨汝模
杨汝模（1931年—2018年），笔名杨穆，男，江苏崇明（今属上海）人，中国编辑出版家，曾任中国世界语出版社副总编辑，编审。